# Veliki orkestar Božićne pomoći
Veliki orkestar Božićne pomoći (polj. Wielka Orkiestra Świątecznej Pomocy, WOŚP) jedna je od najvećih, nevladinih, neprofitnih i humanitarnih zaklada u Poljskoj, koja organizira humanitarne koncerte za pomoć bolesnoj djeci. 
Osnovali su ga 1993. godine: Jerzy Owsiak, Lidia Niedźwiedzka-Owsiak, Bohdan Maruszewski i Piotr Burczyński. Glavni je cilj prikupljanje pomoći za kupnju medicinske opreme za liječenje djece u javnim bolnicama. 
Milijuni Poljaka od 1993. godine doniraju priloge zakladi. Prve godine skupljeno je 1,5 milijuna američkih dolara. Od 1993. do 2011. godine prikupljeno je više od 100 milijuna američkih dolara za državne bolnice u Poljskoj.
Osim Velikog finala, Zaklada organizira jedan od najvećih koncerata rocka u Poljskoj, poljsku inačicu Woodstocka. Organizira se akcija "Patrol" u sklopu koje mladi uče osnove prve pomoći. 
Veliki finale se održava prve ili druge nedjelje na početku nove godine. Traje cijeli dan, kada volonteri dobivaju kantice s crvenim srcem i tekstom Zaklade ("Wielka Orkiestra Świątecznej Pomocy"). Svatko tko daruje donaciju, dobiva crveno srce zaklade. Održavaju se koncerti širom Poljske i izvan Poljske, gdje ima mnogo Poljaka. Glavni koncert se organizira u Varšavi u Palači kulture i umjetnosti. U svakom gradu gdje se sakupljaju sredstva, navečer se organizira vatromet. 